# New Monkland

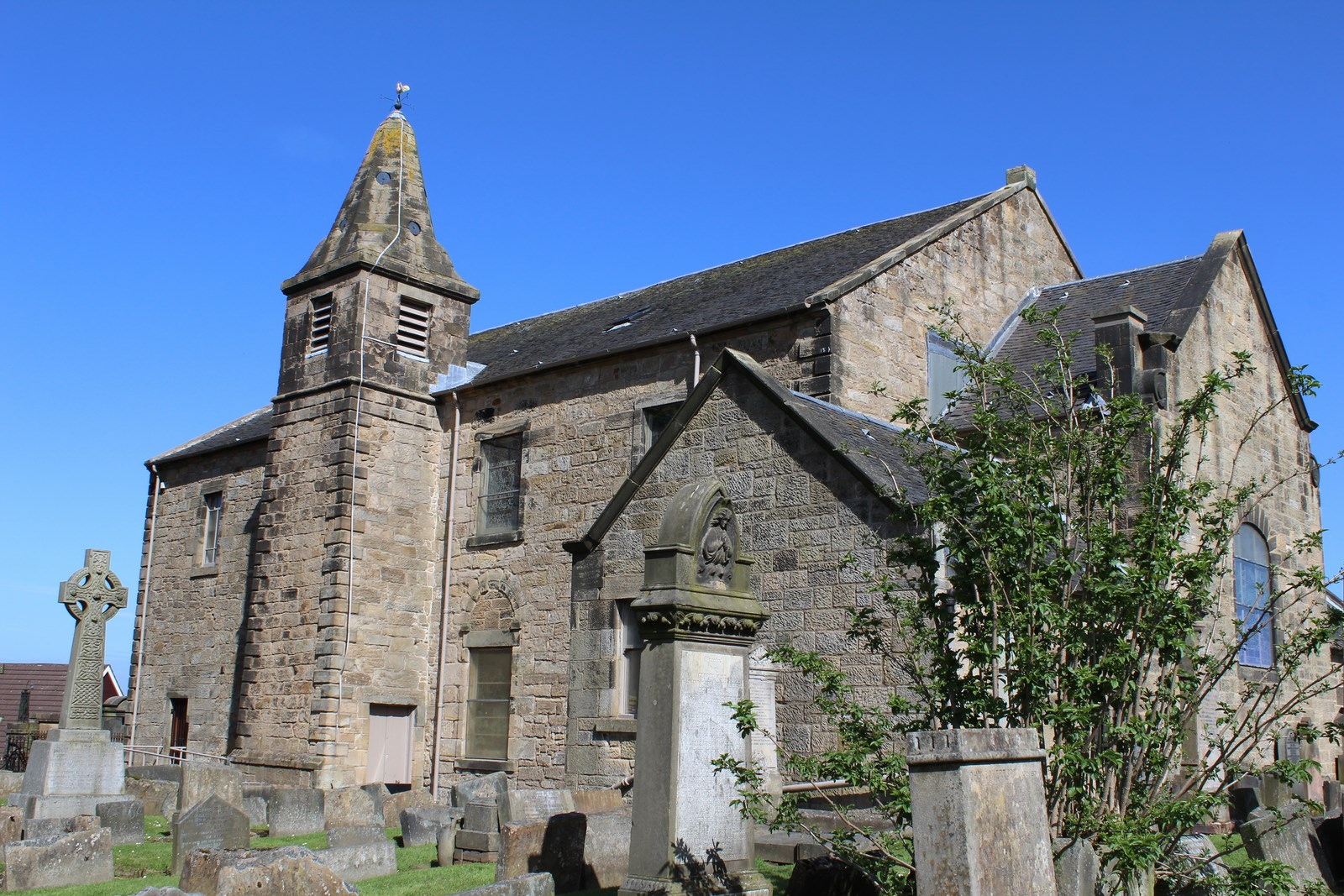
Die New Monkland Parish Church

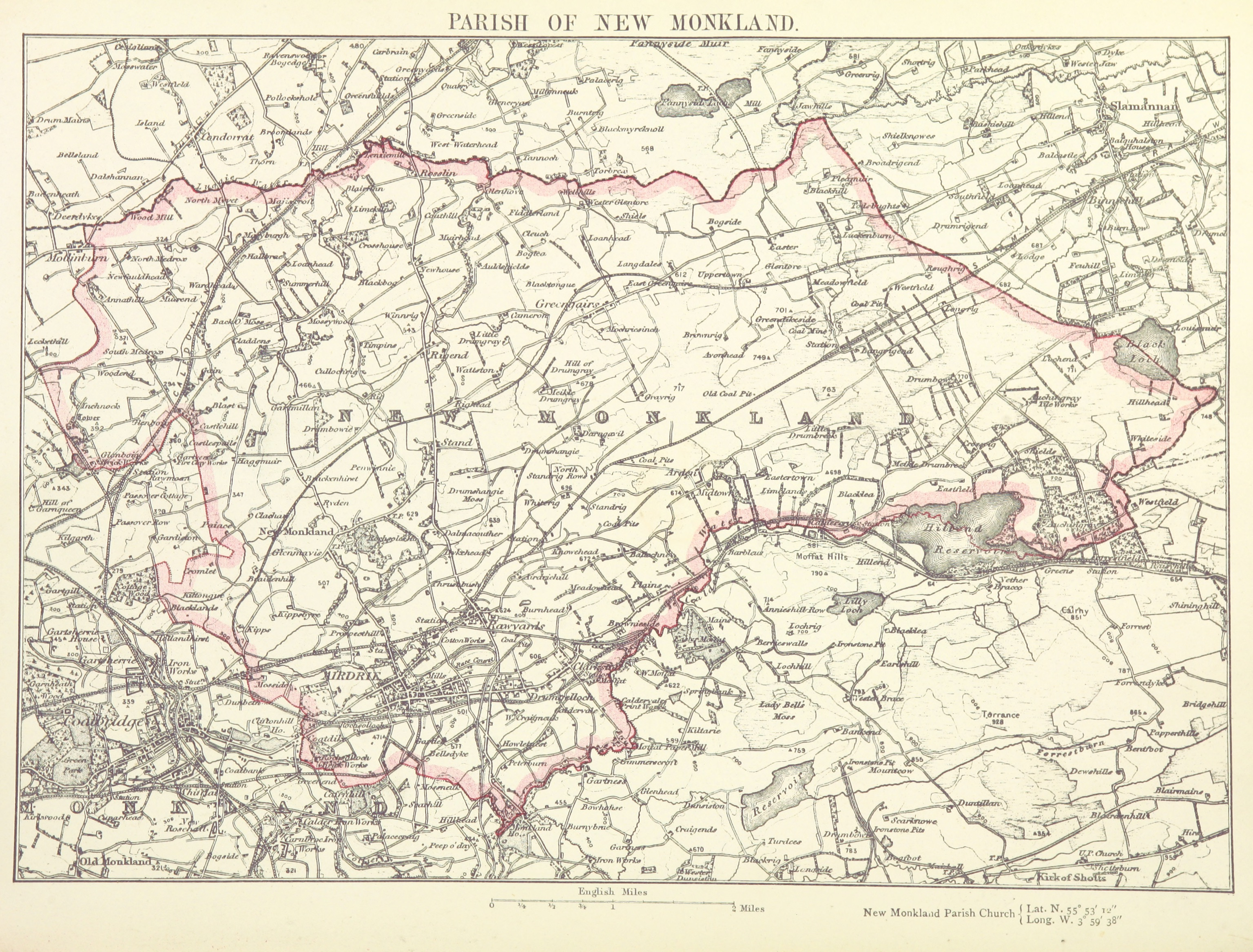
Ältere Karte des Gebietes

New Monkland ist eine historische Verwaltungseinheit (Civil Parish) im Nordwesten von Schottland. Vom Typ her handelt es sich um eine Gemeinde. Sie lag nordöstlich von Motherwell in der heutigen Region North Lanarkshire. In Bezug auf die traditionellen Grafschaften zählte New Monkland zu Lanarkshire. Acht weitere Civil Parishes liegen angrenzend: Bothwell, Cadder, Cumbernauld, Kirkintilloch, Old Monkland, Shotts, Slamannan und Torphichen.
Das Gebiet des Civil Parishes liegt im Westen der Central Lowlands und hier am östlichen Rand des Großraums Glasgow. Entstanden ist es 1640 bei der Aufteilung des Parishes Monkland, wo es den nordöstlichen Teil bildete. Der Name bezieht sich auf die Newbattle Abbey, die Eigentümerin des Grundbesitzes war.
Im Südwesten befindet sich die Stadt Airdrie, etwas nördlich von ihr Glenmavis mit dem historischen Zentrum. Zu den weiteren Ortschaften zählen Airdriehill, Annathill, Avonhead, Cairnhill, Caldercruix, Coatbridge, Coatdyke, Cumbernauld, Drumgelloch, Greengairs, Longriggend, Luggiebank, Plains, Riggend, Stand und Wattston.
Aus dem Civil Parish gingen Ende des 20. Jahrhunderts mehrere Community Council Areas hervor.